# Anna Telejouk
Anna Nikolaïevna Telejouk (en russe : Анна Николаевна Тележук) est une ancienne joueuse de volley-ball russe née le 10 juillet 1986 à Sverdlovsk. Elle mesure 1,78 m et jouait au poste de passeuse. 

## Clubs
| Club                 | De        | À         |
| -------------------- | --------- | --------- |
| Ouralotchka-2        | 2003-2004 | 2004-2005 |
| Avtodor-Metar        | 2005-2006 | 2005-2006 |
| Samorodok Khabarovsk | 2006-2007 | 2011-2012 |
| Ouralotchka NTMK     | 2013-2014 | 2013-2014 |
| Primorotchka         | 2014-2015 | 2014-2015 |
| PSK Sakhaline        | 2015-2016 | 2015-2016 |

## Palmarès
- Coupe de la CEV
  - Finaliste : 2014.